# Hits Remixed
Hannah Montana: Hits Remixed – drugi zremiksowany album Hannah Montany. Jest to piąty album Hannah wydany 19 sierpnia 2008 roku przez Walt Disney. Na album trafiły piosenki z płyty Hannah Montana i Hannah Montana 2/Meet Miley Cyrus. Nad albumem pracowali głównie Matthew Gerrard i Robbie Nevil. Album zajął 4. miejsce na U.S. Top Kid Audio i 103 na U.S. Billboard 200.

## Tło
Album zawiera piosenki zarówno z Hannah Montana i Hannah Montana 2/Meet Miley Cyrus. Nad większością piosenek współpracowali producenci z High School Musical. Sędzia z American Idol wyprodukowała i napisała tekst dla "We Got the Party" wraz z Gregiem Wellsem, Brianem Greenem i Matthew Wilderem. Reszta personelu to: Jamie Houston, Aris Archontis, Jeannie Lurie, Chen Neeman, Jay Landers and Holly Mathis. Utwory są różne, zawierają elementy pop-rocka i teen popu.
Hits Remixed wydano w sklepach Walt-Mart w Stanach 19 sierpnia 2008 roku. Na arenę międzynarodową album wydano po ponad roku.

## Sukces komercyjny
W tygodniu kończącym się 6 września 2008 roku album zadebiutował na 103# Billboard 200. W następnym tygodniu płyta całkowicie spadła z listy Remix zadebiutował w pierwszym tygodniu w pierwszej dziesiątce Kid Albums. 13 września Hits Remixed osiągnęło 4# na tej liście. Album spędził w sumie tam siedem tygodni.

## Lista utworów
| Numer | Tytuł                             | Autor                                      | Czas |
| ----- | --------------------------------- | ------------------------------------------ | ---- |
| 1.    | "Pumpin’ Up the Party" (Remix)    | Jamie Houston                              | 3:14 |
| 2.    | "The Other Side of Me" (Remix)    | Matthew Gerrard, Robbie Nevil              | 2:57 |
| 3.    | "Rock Star" (Remix)               | Aris Archontis, Jeannie Lurie, Chen Neeman | 3:06 |
| 4.    | "We Got the Party" (Remix)        | Kara DioGuardi, Greg Wells                 | 3:53 |
| 5.    | "Who Said" (Remix)                | Gerrard, Nevil, Jay Landers                | 3:01 |
| 6.    | "Nobody’s Perfect" (Remix)        | Gerrard, Nevil                             | 3:13 |
| 7.    | "The Best of Both Worlds" (Remix) | Gerrard, Nevil                             | 2:50 |
| 8.    | "If We Were a Movie" (Remix)      | Lurie, Holly Mathis                        | 3:08 |

## Notowania
| Listy (2008)       | Najwyższa pozycja |
| ------------------ | ----------------- |
| U.S. Billboard 200 | 103.              |
| U.S. Kid Albums    | 4.                |

## Historia wydania
| Region            | Data             | Wytwórnia           | Format               |
| ----------------- | ---------------- | ------------------- | -------------------- |
| Stany Zjednoczone | 19 sierpnia 2008 | Walt Disney Records | CD, digital download |
| Australia         | 11 września 2009 | Walt Disney Records | CD, digital download |
| Austria           | 11 września 2009 | Walt Disney Records | CD, digital download |
| Meksyk            | 11 września 2009 | Walt Disney Records | CD, digital download |
| Szwajcaria        | 11 września 2009 | Walt Disney Records | CD, digital download |